# Kommunistiske partier
Nuværende og tidligere kommunistiske partier rundt om i verden.

## Afghanistan
- Communist Party (Maoist) of Afghanistan

## Algeriet
- Algeriets Kommunistparti (PCA) (arabisk: حزب شيوعي جزائري, fransk: Parti communiste algérien), stiftet 1921, tvangsopløst i 1964
- Algerisk parti for demokrati og socialisme (PADS) (fransk: Parti algérien pour la démocratie et le socialisme), brød ud af MDS i 1993 (en)
- Demokratiske og sociale bevægelse (MDS) (arabisk: الحركة الديمقراطية والاجتماعية, fransk: Mouvement Démocratique et Social), stiftet 1966 (en)
- Socialistisk Arbejderparti (PST) (trotskister) (arabisk: Hizb al-Ummal al-Ishtiraki, fransk: Parti socialiste des travailleurs), stiftet 1989 (en)
- Arbejderpartiet (Algeriet) (PT) (trotskister) (arabisk: Hizb al-Ummal حزب العمال, fransk: Parti des Travailleurs), stiftet 1990 (en)

## Argentina
- Argentinas Revolutionære Kommunistiske Parti forkortet PCR

## Belgien
- Belgiens Arbejderparti (PVDA  •  PTB) (nederlandsk: Partij van de Arbeid van België; fransk: Parti du Travail de Belgique), stiftet 1979 (en)

## Canada
- Canadas Kommunistiske Parti/Marxister-Leninister

## Colombia
- Colombias Kommunistiske Parti

## Cuba
- Partido Socialista Popular forkortet PSP
- Partido Comunista de Cuba

## Danmark
- Danmarks Kommunistiske Parti (DKP), stiftet 1919
- Danmarks Kommunistiske Ungdom (DKU), stiftet i 2009, tidligere ungdomsparti for DKP og KPiD, nu selvstændigt
- Arbejderpartiet Kommunisterne (APK), stiftet 2000, udbyddere af DKP/ml
  - Danmarks Kommunistiske Ungdomforbund (DKU), stiftet 1999, APKs ungdomsorganisation
- Kommunistisk Parti, stiftet 2006 af blandt andet DKP/ml og KS
- Socialistisk Arbejderpolitik (SAP) (trotskister, medlem af Fjerde Internationale), stiftet 1980
- Revolutionære Socialister (2014) (RS), stiftet 2001
- Internationale Socialister (IS) (trotskister), stiftet 1984
  - Internationale Socialister Ungdom (ISU), IS' ungdomsorgansiation

Nedlagte eller inaktive organisationer
- Kommunistisk Arbejdskreds (KAK), stiftet 1964, nedlagt 1978
- Kommunistisk Arbejderparti (KAP), stiftet 1976, nedlagt 1994
- Danmarks Kommunistiske Parti/Marxister-Leninister (DKP/ml), stiftet 1979, nedlagt 2006, udbrydere af KAP
  - Kommunistisk Ungdoms Forbund (KUF eller KUF/ml) (nedlagt)
- Kommunistisk Samling (KS), stiftet 2005, nedlagt 2006
- Kommunistisk Parti i Danmark - Ungdom (KPiD-Ungdom) (nedlagt)
- Kommunistisk Parti i Danmark (KPiD), stiftet 1993, sammenlagt med DKP 2023

Andre venstreorganisationer, der ikke definerede sig som kommunistiske
- Venstresocialisterne (VS), stiftet 1967, opløst 2013
- Arbejderpartiet Fælles Kurs, stiftet 1986, indgik i DKP i 2001
- Folkesocialistisk Alternativ, stiftet 2008, ikke aktive

## England
- Workers' Weekly Youth Group

## Frankrig
- Parti Communiste des Ouvriers de France forkortet PCOF
- Comité pour la Continuation du Communisme et Pour forger le Parti Communiste de Francee forkortet CCCP/PCF
- Collectif Communiste Résistance Offensive
- Ligue Communiste
- Militant Communiste
- Mouvement Comuniste
- Parti Communiste (marxiste-léniniste-maoïste)
- Parti Communiste de France (maoïste) forkortet PCF(M)
- Union de Lutte Communiste forkortet ULC
- Théorie Communiste
- Union Communiste (trotskyste) [Lutte Ouvrière] forkortet LO
- Communistes
- Communistes en Lutte pour la Construction en France d'un Parti Marxiste-Léniniste
- Parti communiste français
- Gauche Révolutionnaire forkortet GR
- Collectif Socialiste Révolutionnaire forkortet CSR
- Ferment Ouvrier Révolutionnaire forkortet FOR
- Parti Communiste Révolutionnaire (Trotskyiste) forkortet PCR-T
- Parti Communiste Révolutionnaire (Marxiste-Léniniste)
- Parti Socialiste forkortet PS
- Parti des Travailleurs forkortet PT

## Grækenland
- Grækenlands Kommunistiske Parti
- Grækenlands Kommunistisk Organisation

## Indien
- Communist Party of India
- Communist Party of India (Marxist)
- Communist Party of India (Maoist)

## Island
- Kommúnistaflokkur Íslands - eksisterede 1930 til 1938
- Kommunistisk Enhedsfront (m-l) - oprettet 1973, nedlagt 1979

## Italien
- Partito Comunista Italiano - eksisterede 1921 til 1991

## Nepal
- Nepals Kommunistiske Parti/Maoister

## Norge
- Arbejdernes Kommunistiske Parti Forkortet AKP - oprettet som AKP (ml) i 1972, byttede navn i 1990, nedlagt i 2007 (no)
- ML-gruppen revolution
- Norges Kommunistiske Parti forkortet NKP
- Norges Kommunistiske Ungdomsforbund forkortet NKU
- Kommunistisk Arbeiderforbund forkortet KAF
- Bevegelsen for Sosialisme
- Sosialistisk Venstreparti forkortet SV
- Norsk Syndikalistisk Forbund forkortet NSF
- Marxistisk Forum
- Sosialistisk Offensiv forkortet Sos. Off.

## Palæstina
- Folkefronten til Palæstinas Befrielse forkortet PFLP

## Sverige
- Kommunistiska Partiet - oprettet som KFML(r) i 1970, byttede navn i 2005 (sv)
  - Revolutionär Kommunistisk Ungdom forkortet RKU, Kommunistiska Partiets ungdomsorganisation (sv)
- Sveriges Kommunistiska Parti SKP (maoister) - seneste organisation af navnet oprettedes som KFML i 1967, skiftede navn i 1973, blev endeligt nedlagt i 1994 (sv)
  - Röd ungdom - oprettet 1973, fra 1977 Sveriges Kommunistiska Partis ungdomsorganisation (sv)
- Socialistiska Partiet SP (trotskister, sektion af Fjerde Internationale) - oprettet som Revolutionära Marxister i 1969 , senere Revolutionära Marxisters Förbund og Kommunistiska Arbetarförbundet, byttede navn til SP i 1982 (sv)
- Internationella Socialister (trotskister) (sv)
- Rättvisepartiet Socialisterna RS (trotskister) - oprettet som Arbetarförbundet Offensiv i begyndelsen af 1980'erne, skiftede navn i 1997 (sv)
- Sveriges Arbetares Centralorganisation SAC (syndikalister) stiftet 1910 (sv)
- Internationella Kommunistiska Strömningen (IKS) (venstrekommunister) (sv)
- Revolutionära Fronten (socialister, antifacister) (sv)
- Centrum för Arbetar-Kommunister, nedlagt 2000[1]

## Spanien
- Spaniens Kommunistiske Parti (Marxister-Leninister) forkortet PCE(ml)

## Storbritannien
- Det Britiske Kommunistparti

## Tjekkoslovakiet
- Tjekkoslovakiets kommunistiske parti

## Tunesien
- Tunesiens Kommunistiske Arbejderparti forkortet PCOT

## Tyrkiet
- Tyrkiets Revolutionære Kommunistiske Parti forkortet TDKP

## Tyskland
- Spartakusforbundet
- Kommunistische Partei Deutschlands forkortet KPD
- Marxistisch-Leninistische Partei Deutschlands forkortet MLPD
- Kommunistische Arbeiter-Partei Deutschlands
- Kommunistische Partei-Opposition
- Sozialistische Einheitspartei Deutschlands
- Unabhängige Arbeiterpartei Deutschlands
- Verein für solidarische Perspektiven

## Ukraine
- Ukraines Kommunistiske Parti – dannet i 1993
- Ukraines Kommunistiske Parti (bolsjevikker) – mellem 1918–1991

## USA
- USA's kommunistiske parti
- Arbejdernes Verdensparti
- USA's Arbejderparti

## Internationalt
- Internationalt Forbund af Religiøse Socialister forkortet ILRS
- Socialistisk Internationale
- Internationalist Workers' Group
- Internationalist Communist Circle
- Group of International Socialists
- Communist Workers' Organization
- International Revolution
- World Revolution
- International Communist Party